# Christiane Pohle
Christiane Pohle (* 1968 in Berlin) ist eine deutsche Regisseurin.

## Leben
Christiane Pohle absolvierte eine Schauspielausbildung in Hamburg. Ihre erste Regiearbeit war Sitzen in Hamburg, eine Bearbeitung von Tschechows Die drei Schwestern, die sie gemeinsam mit der von ihr mitbegründeten Theatergruppe Laborlavache! entwickelte. Sie wurde mit dem Impulse-Preis für Freies Theater und dem von der Akademie für Darstellende Künste und der Stadt Bensheim vergebenen Förderpreis für Regie 2001 ausgezeichnet.
Pohle wirkte unter anderem an folgenden Bühnen: Schaubühne am Lehniner Platz, Bayerische Staatsoper, Sophiensaele Berlin, TIF Dresden, Stadttheater Freiburg, Thalia Theater Hamburg, Kampnagel Hamburg, Burgtheater Wien, Schauspielhaus Zürich, für die RuhrTriennale, die Salzburger Festspiele, das Staatstheater Stuttgart, Oper Bremen, das Schauspielhaus Graz, Kammerspiele München, und Staatsoper Stuttgart.
Christiane Pohle wurde zweimal für den Nestroy-Theaterpreis in der Kategorie „Beste Regie“ nominiert. 2015 war sie in München Mitgründerin der Kunst- und Performanceplattform „hothouse for rough translations [h4rt]“. Ein Großteil der von Christiane Pohle realisierten Regiearbeiten und künstlerischen Konzepte entstehen in Zusammenarbeit mit dem Dramaturgen Malte Ubenauf.
Als Dozentin und Honorarprofessorin für Schauspiel/Regie war und ist Pohle u. a. an der Universität der Künste Berlin, der Hochschule für Musik und Theater Hamburg, der Otto-Falckenberg-Schule München und der Bayerischen Theaterakademie München tätig. Von 2012 bis 2019 war Christiane Pohle Studiengangsleiterin für Schauspiel an der Akademie für Darstellende Kunst Baden-Württemberg in Ludwigsburg.
Christiane Pohle lebt in München und Triest.

## Inszenierungen (Auswahl)
- 1999: Kammerspiele Hamburg, im Rahmen des Festivals „die Wüste lebt“, „sitzen in Hamburg“ nach Anton Tschechows Drei Schwestern
- 2000: Kampnagel Hamburg/Schauspielhaus Zürich, nach Maxim Gorki „Sommergäste“
- 2001: Theaterhaus Jena/TIF Dresden/sophiensaele Berlin, Gesine Danckwart „Täglich Brot“
- 2002: Schaubühne Berlin, Abi Morgan „Splendour“
- 2002: Schauspielhaus Zürich, nach Johann Wolfgang von Goethe „Clavigo“
- 2002: Theater Freiburg/sophiensaele Berlin, nach Peter Hoeg „Der Plan von der Abschaffung des Dunkels“
- 2002: TIF Dresden, Roland Schimmelpfennig „Push Up“
- 2003: Kammerspiele München, Jon Fosse „Da kommt noch wer“
- 2003: Kulturhauptstadt Graz/Burgtheater Wien, Gert Jonke „Chorphantasie“
- 2003: Schauspielhaus Zürich, Falk Richter „Electronic City“
- 2003: Schauspielhaus Zürich, Peter Stamm „Apres Soleil“
- 2004: Salzburger Festspiele/Kammerspiele München, Joanna Laurens „5 Goldringe“
- 2004: Schauspielhaus Zürich, Sibylle Lewitscharoff "Pong"
- 2004: Thalia Theater Hamburg, Ferdinand Bruckner "Früchte des Nichts"
- 2004: Theater Freiburg, nach Jean Paul Sartre „Die Fliegen“
- 2005: Burgtheater, Wien, Gert Jonke "Die versunkene Kathedrale"
- 2005: Ruhrtriennale, Gert Jonke "Seltsame Sache"
- 2005: sophiensäle, Berlin, Christiane Pohle / Robert Lehniger / Maria Alice Bahra / Malte Ubenauf "Betrachte meine Seel"
- 2006: Münchner Kammerspiele, Friedrich Schiller "Die Räuber"
- 2006: Münchner Kammerspiele, Peter Licht "Wir werden siegen (Und das ist erst der Anfang)"
- 2006: Thalia Theater Hamburg, Thomas Bernhard "Auslöschung"
- 2007: Münchner Kammerspiele, nach Motiven von Wolfram von Eschenbach "Parzival in der Stadt (Ein Projekt)"
- 2007: Salzburger Festspiele, Düsseldorfer Schauspielhaus, Thomas Bernhard "Ein Fest für Boris"
- 2007: Theater Basel, Christiane Pohle/Robert Lehniger/Miriam Ehlers/Malte Ubenauf "zones of my exclusions"
- 2008: Burgtheater Wien, Gert Jonke "Freier Fall"
- 2008: Münchner Kammerspiele, Ödön von Horváth "Zur schönen Aussicht"
- 2008: Theater Basel, Thomas Bernhard "Alte Meister"
- 2009: Bayerische Staatsoper, Jay Schwartz, "Narcissus und Echo"
- 2009: Münchner Kammerspiele, Anja Hilling "Bulbus"
- 2009: Thalia Theater Hamburg, nach Juan Goytisolo "Die Marx-Saga"
- 2010: Pathos München/Theater Basel, nach Fjodor M. Dostojewski "Spieler"
- 2010: Thalia Theater Hamburg (Thalia in der Gaußstraße), John Osborne "Der Entertainer"
- 2011: Centraltheater Leipzig, Georg Kaiser, "Von morgens bis mitternachts"
- 2011: Münchner Kammerspiele, Rainald Goetz "Jeff Koons"
- 2011: Thalia Theater Hamburg, Anton Tschechow, "Drei Schwestern"
- 2012: Theater Basel, Wilhelm Jacoby/Carl Laufs, "Pension Schöller"
- 2012: Theaterakademie Ludwigsburg, nach Matias Faldbakken und Thomas Mann "Desirevolution"
- 2013: Schauspielhaus Graz, nach dem Roman von Thomas Bernhard "Der Untergeher"
- 2013: Bayerische Staatsoper, Hans Werner Henze "Elegie für junge Liebende"
- 2014: Oper Bremen, Christiane Pohle "Pomp and Circumstances - Music for a Kingdom"
- 2014: Schauspiel Stuttgart, Dieter Roth "Hirnbonbon"
- 2014: Schauspiel Stuttgart, nach dem Roman von Thomas Mann "Zauberberg"
- 2014: Schauspielhaus Graz, Gert Jonke "Gegenwart der Erinnerung"
- 2015: Bayerische Staatsoper, Debussy/Materlink "Pelléas et Mélisande"
- 2015  „ 5.6.-11.6. (tot) 15.6. (Auferstehung)“ – Schauspielprojekt nach Einar Schleef (Abschlussinszenierung der Schauspiel-Studierenden der ADK). Das Projekt wurde zum ENCOUNTER-FESTIVAL nach Brno eingeladen und ausgezeichnet.
- 2015–2017 hothouse for rough translations [h4rt]
- 2016: hothouse for rough translations [h4rt] München, Christiane Pohle & Ensemble "Simultan"
- 2017 hothouse for rough translations [h4rt], „en face - 6 Portraits“ (eine Produktion mit Studierenden des Dramaturgie-Studienganges der Theaterakademie August Everding)
- 2019: Staatsoper Stuttgart, W.A. Mozart/Da Ponte „Le nozze di Figaro“
- 2020: Kammerspiele München, Elfriede Jelinek „REINGOLD - ein Bühnenessay“ (Abschlussinszenierung der Schauspiel-Studierenden der OFS)
- 2021: Luzerner Theater, Hermann Burger „Schilten“
- 2021: Lausitz-Festival in Koproduktion mit NB Senftenberg, Elfriede Jelinek „REINGOLD - ein Bühnenessay“
- 2021: Münchener Biennale, Anda Kryeziu / Yair Klartag / Katharina Vogt / Tobias Eduard Schick / Ror Wolf „Große Reise in entgegengesetzter Richtung“ (Produktion&Film)
- 2022: LTT Tübingen, Georg Büchner „Woyzeck“
- 2022: Münchener Biennale, Ann Cleare/A.L.Kennedy „The Little Lives“ (UA)
- 2023: Staatstheater Kassel, „Operation Abendsonne“ (UA)
- 2023: Theater Bremen, Patty Hamilton „Schmerz Camp“ (UA)
- 2024: Theater Bremen, von Elfriede Jelinek „Sonne / Luft“
- 2024: Staatstheater Kassel, Leoš Janáček „Kát‘a Kabanová“
- 2024: Schauspielhaus Wien, Mazlum Nergiz „Am Fluss“ (UA), Koproduktion mit dem Nationaltheater Bratislava SND, Einladung zum Theaterfestival Brno.
- 2025: HfMT und Malersaal Schauspielhaus HH (Abschlussinszenierung der Schauspiel-Studierenden der HfMT), Thomas Köck „Eigentum (let’s face it we’re fucked)“
- 2025: Staatstheater Cottbus, „IMMER WIEDER WÄCHST DAS GRAS - eine Unermüdlichkeit mit Texten und Liedern von Gerhard Gundermann“

## Auszeichnungen
- 2001: Impulse-Preis für Freies Theater
- 2001: Förderpreis für Regie der Stadt Bensberg und der Akademie der Darstellenden Künste
- 2006: Nestroy-Nominierung in der Kategorie Beste Regie
- 2008: Nestroy-Nominierung in der Kategorie Beste Regie